# 결정! 최고 인기가요
'결정! 최고 인기가요'는 대한민국의 방송국 MBC에서 1993년에 방송되었던 가요순위 프로그램이었다.
여러분의 인기가요의 후속이었으며 방송시작시간도 이전 프로그램과 동일한 금요일 저녁 7시 15분이었다. 매주 장르별 차트를 발표하는 등 타 프로그램과 차별화를 시도했지만 신설된지 1년도 안 되어 종영되었고 그로부터 1년 반 후 인기가요 BEST 50을 통해 MBC의 가요순위 프로그램이 부활하게 된다. 진행자는 김연주 다

## 역대 1위 수상자

#### 1993년
| 5월 - 5월 7일 - [트로트 부문] 설운도 여자 여자 여자 - 5월 14일 - [테크노댄스 부문] ZAM 난 멈추지 않는다 - 5월 21일 - '93 미스코리아 선발대회 전야제 방송관계로 결방 - 5월 28일 - (올스타 최고 인기가요 결정전) 5월 28일 - [ROCK 부문] 장현철 걸어서 하늘까지 5월 28일 - [트로트 부문] 이무송 사는게 뭔지 5월 28일 - [발라드 부문] 이상은 언젠가는 5월 28일 - [테크노댄스 부문] ZAM 난 멈추지 않는다 (2주 연속) 6월 - 6월 4일 - [트로트 부문] 이무송 사는게 뭔지 (2주 연속) - 6월 11일 - [테크노댄스 부문] ZAM 난 멈추지 않는다 (통산 3주) - 6월 18일 - [발라드 부문] 이상은 언젠가는 (통산 2주) - 6월 25일 - 6·25 특집『뜨거운 강』방송관계로 결방 7월 - 7월 2일 - 이무송 사는게 뭔지 (통산 3주) ('93 상반기 최고 인기가요 시상식) - 7월 9일 - [테크노댄스 부문] 김준선 아라비안 나이트 - 7월 16일 - [트로트 부문] 이무송 사는게 뭔지 (통산 4주) - 7월 23일 - 신효범 언제나 그 자리에 - 7월 30일 - 르포 '난민촌 사람들 -『탱크와 장미』' (후편) 방송관계로 결방 | 8월 - 8월 6일 - [테크노댄스 부문] 서태지와 아이들 하여가 - 8월 13일 - [트로트 부문] 김수희 애모 - 8월 20일 - [ROCK 부문] 장동건 너에게로 가는 길 - 8월 27일 - [발라드 부문] 강수지 그때는 알겠지 9월 - 9월 3일 - '93 한국방송대상 시상식 방송관계로 결방 - 9월 10일 - 서태지와 아이들 하여가 (통산 2주) - 9월 17일 - 김수희 애모 (통산 2주) - 9월 24일 - 김수희 애모 (2주 연속, 통산 3주) 10월 - 10월 1일 - 김수희 애모 (3주 연속, 통산 4주) - 10월 8일 - 김수희 애모 (4주 연속, 통산 5주) |

## 같이 보기
- 여러분의 인기가요(전신 프로그램)
- 인기가요 BEST 50(후속 프로그램)
- 가요톱10(KBS)
- SBS 인기가요(SBS)